# Állomás (novella)
Az Állomás (eredeti címén Willa) Stephen King novellája, ami először a Playboy 2006. decemberi számában jelent meg, majd pedig 2008-ban a Napnyugta után című novelláskötet legelső novellájaként. Magyarul a Napnyugta után novelláskötet fordításának 2012-es megjelenésekor jelent meg Holbok Zoltán fordításában az Európa Könyvkiadónál.
Ahogy Stephen King írja a novelláskötet végén a "Napnyugtajegyzetek"-ben:  "Valószínűleg nem ez a kötet legjobb elbeszélése, de én nagyon szeretem, mert új alkotói korszakot nyitott az életemben – legalábbis ami az elbeszélés műfaját illeti. A Napnyugta után legtöbb írása az "Állomás"-t követően készült, méghozzá elég gyors ütemben (nem egészen két év alatt)."

## Történet
|  | Alább a cselekmény részletei következnek! |

A novella főhőse egy vasútállomáson találja magát néhány más utas társaságában, miután a vonat, amivel utaztak, kisiklott. Úgy dönt, hogy bemegy a közeli kisvárosba, mert a menyasszonyát, Willát nem találja az utasok között. A többiek megpróbálják lebeszélni erről, mert bármikor megjöhet a mentesítő vonat, és a városba már csak gyalog lehet eljutni, ami veszélyes a farkasok miatt. Ő azonban nem hagyja magát lebeszélni, és útközben találkozik is egy farkassal, de elijeszti, majd nemsokára valahonnan zenét hall. A hang irányában haladva egy útmenti bárhoz ér, ahol egy sarokban egyedül meg is találja Willát. Megpróbálja meggyőzni, hogy jöjjön vissza az állomásra, mert bármikor jöhet értük a vonat.
Azonban rá kell jönnie, hogy ők mindketten (ahogy az állomáson tartózkodó többi utas is) már csak szellemek – egy 20 évvel korábbi vasúti szerencsétlenségben meghaltak. Amikor visszamennek az állomásra, észrevesz egy kiírást, ami arra figyelmeztet, hogy állomást le fogják bontani. A többi utas azonban sem erről nem akar tudomást venni, sem pedig arról, hogy már meghaltak. Mindenesetre ő és Willa otthagyják a lebontásra ítélt állomást az utasok szellemeivel együtt, és úgy döntenek, hogy visszatérnek az útmenti bárba.
|  | Itt a vége a cselekmény részletezésének! |

## Fogadtatása
A Napnyugta után néhány kritikája megemlíti a "Willa" című novellát is, mint például a The Washington Times vagy Carole Goldberg a Sun Sentinel kritikájában, illetve az NPR kritikája.

## Megjelenések

### angol nyelven
1. Playboy, 2006. december
2. Just After Sunset (Charles Scribner's Sons, 2008)

### magyar nyelven
1. Napnyugta után; ford. Holbok Zoltán; in: Napnyugta után. Elbeszélések; Európa, Budapest, 2010
2. Napnyugta után, (Európa, 2012, ford.: Holbok Zoltán)

## Külső hivatkozások
- A "Willa" Stephen King hivatalos weboldalán.

## Fordítás
- Ez a szócikk részben vagy egészben  a   Willa (short story) című angol Wikipédia-szócikk fordításán alapul.  Az eredeti cikk szerkesztőit annak laptörténete sorolja fel. Ez a jelzés csupán a megfogalmazás eredetét és a szerzői jogokat jelzi, nem szolgál a cikkben szereplő információk forrásmegjelöléseként.